# Gqeberha
Gqeberha, coneguda fins al febrer de 2021 com a Port Elizabeth, (Afrikaans; Xosa: Ibhayi) és una ciutat de la província del Cap Oriental a Sud-àfrica. Segons una estimació de l'any 2005 la ciutat va tenir una població de 998.000 habitants. Des del febrer de 2021, el nom de Gqeberha, del nom xhosa del municipi de Walmer, ha estat formalitzat pel govern sud-africà per designar la ciutat de Port Elizabeth.